# Maja e Dritës
Maja e Dritës är en bergstopp i Albanien. Den ligger i den södra delen av landet, 140 km söder om huvudstaden Tirana. Toppen på Maja e Dritës är 2 482 meter över havet. Maja e Dritës ingår i Óros Nemértska.
Terrängen runt Maja e Dritës är varierad. Maja e Dritës är den högsta punkten i trakten. 
Trakten runt Maja e Dritës består till största delen av jordbruksmark.  Runt Maja e Dritës är det ganska glesbefolkat, med 24 invånare per kvadratkilometer.